# Eupithecia achyrdaghica
Eupithecia achyrdaghica is een vlinder uit de familie van de spanners (Geometridae). De wetenschappelijke naam van de soort is voor het eerst geldig gepubliceerd in 1929 door Eugen Wehrli.
De soort komt voor in Syrië en Turkije.